# Jaderná elektrárna Sü-ta-pao
Jaderná elektrárna Sü-ta-pao (čínsky v českém přepisu Sü-ta-pao che-tien-čan, pchin-jinem Xúdàbǎo hédiànzhàn, znaky 徐大堡核电站) je jadernou elektrárnou ve výstavbě v Číně. Nachází se poblíž vesnice Sü-ta-pao v městském okrese Sing-čcheng v provincii Liao-ning na severovýchodě Číny.

## Historie a technické informace

### Počátky
V březnu 1984 vydala ústřední vláda první plánovací povolení pro výstavbu nových jaderných elektráren v provinciích Liao-ning a Ťiang-su, které měly být realizovány v rámci sedmého pětiletého plánu. V roce 1989 byla označena dvě místa, Sü-ta-pao a Wang-fang-tien (nyní lokalita jaderné elektrárny Chung-jen-che). Přestože Sü-ta-pao bylo pouze alternativním místem, spekulovalo se, že by tam mohla být postavena jaderná elektrárna dodaná Sovětským svazem. 
V roce 1992 však bylo rozhodnuto upřednostnit Wang-fang-tien a později byl projekt přesunut do konečného umístění v Tchien-wanu realizovaného Rusy. V říjnu 2007 China National Nuclear Company obnovila plánování nové jaderné elektrárny v lokalitě Sü-ta-pao. Bylo plánováno šest reaktorů AP1000, každý s výkonem kolem 1000 MW. Odhadovaná cena celého zařízení byla 90 miliard juanů nebo 15 miliard amerických dolarů. První dva bloky měly stát celkem čtyři miliardy amerických dolarů.
V listopadu 2009 byly na místě zahájeny první přípravné práce. V lednu 2010 bylo vydáno stavební povolení k zahájení stavby nejdříve v září 2011. Místo bylo schváleno 10. prosince 2010. Po haváriích reaktoru Fukušima-Daiiči byl projekt odložen na neurčito. Vzhledem k zpoždění čínských vnitrozemských jaderných elektráren by Sü-ta-pao byl dalším projektem vybaveným AP1000 na pobřeží. Bylo proto rozhodnuto převézt již vyrobené zařízení pro jadernou elektrárnu Tchao-chua-ťiang do Sü-ta-pao a nainstalovat je tam. Závod Tchao-chua-ťiang by však měl být čínským standardním modelem CAP1000, variantou AP1000, proto lze předpokládat, že Sü-ta-pao bude tímto modelem vybaven.

### První fáze
Dne 14. dubna 2014 schválila Národní správa jaderné bezpečnosti výstavbu prvních dvou bloků zařízení. Ocelové kontejnmenty pro dva bloky byly uvedeny do výroby již v červenci 2013.

#### Výstavba první fáze
Výstavba prvního bloku započala 15. listopadu 2023. Jedná se o dvousmyčkový tlakovodní reaktor CAP1000. Hrubý výkon bloku činí 1290 MW, čistý pak 1000 MW Výstavba druhého 

### Druhá fáze
Dne 8. června 2018 Rusko a Čína podepsaly několik dohod v oblasti jaderné energetiky. Kromě výstavby dvou VVER-1200/491 pro bloky 7 a 8 jaderné elektrárny Tchien-wan měly být dva stejné bloky použity pro bloky 3 a 4 jaderné elektrárny Sü-ta-pao. Uvedení do provozu je naplánováno na rok 2028.  25. července 2023 byla na 3. bloku instalována kopule reaktoru.

#### Výstavba druhé fáze
28. července 2021 byla zahájena stavba Sü-ta-pao 3 a následně 19. května 2022 Sü-ta-pao 4. Oba bloky budou disponovat reaktory VVER-1200/491. Jaderný ostrov dodá Rosatom, přičemž turbíny a generátory dodají čínské firmy.

### Třetí fáze
V roce 2022 bylo rozhodnuto postavit jako třetí fázi elektrárny dva bloky Hualong One, místo původních AP1000, později CAP1000. Je to z toho důvodu, že Hualong One (HPR-1000) se stal novým typizovaným jaderným blokem v Číně a nahradil tak CAP1000 a CPR-1000.

## Informace o reaktorech
| Reaktor     | Typ reaktoru  | Výkon   | Výkon   | Zahájení výstavby | Připojení k síti | Uvedení do provozu | Uzavření |
| Reaktor     | Typ reaktoru  | Čistý   | Hrubý   | Zahájení výstavby | Připojení k síti | Uvedení do provozu | Uzavření |
| ----------- | ------------- | ------- | ------- | ----------------- | ---------------- | ------------------ | -------- |
| Sü-ta-pao-1 | CAP1000       | 1000 MW | 1290 MW | 15. 11. 2023      |                  |                    |          |
| Sü-ta-pao-2 | CAP1000       | 1000 MW | 1290 MW | 17. 7. 2024       |                  |                    |          |
| Sü-ta-pao-3 | VVER-1200/491 | 1200 MW | 1274 MW | 28. 7. 2021       |                  | 2027               |          |
| Sü-ta-pao-4 | VVER-1200/491 | 1200 MW | 1274 MW | 19. 5. 2022       |                  | 2028               |          |
| Sü-ta-pao-5 | Hualong One   |         |         | Plánováno         |                  |                    |          |
| Sü-ta-pao-6 | Hualong One   |         |         | Plánováno         |                  |                    |          |